# Mladá Boleslav II
Mladá Boleslav II (Nové Město) je část města Mladá Boleslav v okrese Mladá Boleslav. Nachází se na severovýchodě Mladé Boleslavi. Je zde evidováno 1363 adres. Trvale zde žije 29961 obyvatel.
Mladá Boleslav II leží v katastrálním území Mladá Boleslav o výměře 11,54 km2.